# Графиня Монте-Кристо
«Графиня Монте-Кристо» (нем. Die Gräfin von Monte-Christo) — немецкий художественный фильм, снятый в 1932 году режиссёром Карлом Хартлем на студии UFA.
Премьера фильма состоялась 22 апреля 1932 года.

## Сюжет
Действие фильма происходит в Вене в начале 1930-х годов. Две статистки Жанетт и Мими ждут своего большого шанса стать актрисами, но пока снимаются в массовке без каких-либо шансов на успех. Когда на ночных съёмках фильма они получают возможность водить шикарную автомашину, но вместо того чтобы остановиться у гостиницы, выстроенной в павильоне, девушки едут куда глаза глядят, пока не добираются до настоящего фешенебельного отеля. Войдя в модный отель с пустыми чемоданами с надпись «Графиня Монте-Кристо», служащие отеля принимают Жанетт за именитую гостью.
Но в отеле появляются два самозванца, которые видят обеих девушек насквозь. Выстраивается занимательная интрига — мошенник, выдающий себя за благородного джентльмена, помогает девушке удержаться в роли знатной дамы и пожить некоторое время роскошной жизнью, о которой только можно было мечтать, но мошенник влюбляется в лжеграфиню…

## В ролях
- Бригитта Хельм — Жанетт
- Рудольф Форстер — Рамовски, мошенник
- Люси Энглиш — Мими
- Густаф Грюндгенс — «Барон», мошенник
- Оскар Зима — звукооператор
- Матиас Виман — Стефан Риль, журналист
- Флоккина фон Платен — Кинодива
- Эрнст Думке — кинорежиссёр
- Ханс Юнкерман — директор отеля
- Тео Линген — официант
- Макс Гюльшторф — издатель газеты
- Карл Этлингер — редактор газеты
- Людвиг Штёссель — полицейский
- Хьюго Флинк — комиссар полиции
- Гарри Хардт — детектив-инспектор
- Виктор Франц —  владелец кинобиржи
- Юлиус Брандт —  портье в отеле
- Генрих Гретлер — швейцарский полицейский
- Карл Платен